# شرايين أخمصية أصلية لأصابع القدم
شرايين أخمصية أصلية لأصابع القدم (بالإنجليزية: Common plantar digital arteries)‏ هو شريان يتفرعُ من شرايين مشطية أخمصية.

## فروعه
يخرجُ منه الفروع التالية:
- شرايين أخمصية مخصوصة لأصابع القدم